# 4102 Gergana
4102 Gergana è un asteroide della fascia principale. Scoperto nel 1988, presenta un'orbita caratterizzata da un semiasse maggiore pari a 3,0206325 UA e da un'eccentricità di 0,0630831, inclinata di 9,58793° rispetto all'eclittica.
L'asteroide è dedicato alla nipote, Gergana Georgieva Gelkova, nonché ai genitori, Georgy e Ana, della scopritrice.